# (32085) Tomback
2000 KD8 (asteroide 32085) é um asteroide da cintura principal. Possui uma excentricidade de 0.15075710 e uma inclinação de 3.57606º.
Este asteroide foi descoberto no dia 27 de maio de 2000 por LINEAR em Socorro.